# Ramaria pancaribbea
Ramaria pancaribbea är en svampart som beskrevs av R.H. Petersen 1981. Ramaria pancaribbea ingår i släktet Ramaria och familjen Gomphaceae.   Inga underarter finns listade i Catalogue of Life.